# Анабаптистський талер

Анабаптистський талер (нім. Wiedertäufetaler) — спочатку монета Мюнстера, яку карбували анабаптисти, що захопили владу в місті, в 1534-1535. Монети того часу практично не збереглися. Відомий переважно завдяки новоділам XVII століття.

## Історія випуску
У лютому 1534 анабаптисти виграли вибори до міської ради Мюнстера. Влада фактично перейшла до їхніх рук. Місто проголосили «Новим Єрусалимом» та запровадили революційні зміни. Зокрема конфісковувалися володіння церкви та багатих городян, скасовувалися борги і навіть грошовий обіг. Також офіційно дозволялося багатоженство.
У охопленому революцією місті викарбували низку монет талерового типу. Більшість із них не збереглася. У XVII столітті з'явилася велика кількість новоробних монет. Їхнє карбування приурочили до підписаного в 1648 в Мюнстері Вестфальського миру, що завершив кровопролитну релігійну Тридцятилітню війну. Слід зазначити, що у момент випуску новоробних монет, Мюнстер був центром католицького єпископства. Для учасників конференції випущено монети із зображенням вождя мюнстерських анабаптистів Іоанна Лейденського. Їх також відносять до анабаптистських талерів.

## Опис монети
Перші анабаптистські талери часів повстання не містили зображень. На аверсі в центрі розміщували щит із написом «THO/MUNS/TER». Реверс містив фразу з Євангелія від Івана 1:14 «І Слово стало тілом, і мешкало з нами» (DAS WORT IST FLEISCH GEWORDEN UND WANET MIT UNS).